# باول برادلي
باول برادلي (بالإنجليزية: Paul Bradley) هو مصارع هاوي أمريكي، ولد في 17 مايو 1983 في تاما في الولايات المتحدة.

## وصلات خارجية
- باول برادلي على موقع يو إف سي (الإنجليزية)
- باول برادلي على موقع بيلاتور (الإنجليزية)
- باول برادلي على موقع شيردوغ (الإنجليزية)
- باول برادلي على موقع IMDb (الإنجليزية)
- باول برادلي على موقع قاعدة بيانات الفيلم (الإنجليزية)